# Barbadillo de Herreros
Barbadillo de Herreros est une commune de la province de Burgos, dans la communauté autonome de Castille-et-León, en Espagne. Elle s'étend sur 64,16 km2 et comptait environ 124 habitants en 2011.